# 修道院圣母堂
修道院圣母堂（義大利語：Chiesa di Santa Maria del Priorato）是马耳他骑士团修道院的教堂，位于罗马的阿文提诺山，供奉圣母。 
原来的教堂建于939年，克吕尼隐修院第二任院长俄多将此处由一个宫殿改建为本笃会修道院。14世纪修道院解散，此处归属马耳他骑士团，他们在1550年代重建了教堂。 
1760年，侄子枢机、修道院院长詹巴蒂斯塔·雷佐尼科枢机主教力求改善建筑物的外观。1764年至1766年，该堂根据乔瓦尼·巴蒂斯塔·皮拉内西的设计进行大幅改建，教堂前的广场马耳他骑士团广场也是由他兴建。
教堂立面有许多装饰性的浮雕，体现马耳他骑士团和雷佐尼科家族与军事和海军的联系。皮拉内西采用了古罗马和伊特鲁里亚的图案，体现他对罗马的古老历史的迷恋。皮拉内西本人也安葬在这座教堂内。